# Joan Gaspart
 Joan Gaspart i Solves (ur. 11 października 1944 roku) - były prezes klubu FC Barcelona. Jego kadencja przypadła na lata 2000–2003.
Nim został prezesem Barçy, był przez 22 lata wiceprezesem (1978-2000). Na prezesa został wybrany 23 lipca 2000 roku. W głosowaniu wzięło udział 45 888 socios, co w swoim czasie było rekordem. Otrzymał on 54,87% poparcia (ok. 25 181 głosów).
Początek jego kadencji to głównie reformy statutu klubowego w kwestii finansów. Rozpoczął również budowę Joan Gamper Sports Complex w Sant Joan Despí. W trakcie jego kadencji  uległy poprawie stosunki między klubem a kibicami, których zjednał sobie m.in. dzięki projektom takim jak Free Seat czy Barça People.
Na skutek pogarszającej się sytuacji w klubie, w lutym 2003 roku Joan Gaspart podał się do dymisji. Po jego odejściu okazało się, że klub ma potężne długi. Do czasu nowych wyborów tymczasowym prezesem został Enric Reyna Martinez.